# Aptinus cordicollis
Aptinus cordicollis é uma espécie de carabídeo da tribo Brachinini, com distribuição restrita ao sudeste da Europa.

## Distribuição
A espécie tem distribuição na Bulgária, e Turquia.